# Пентагоновский язык

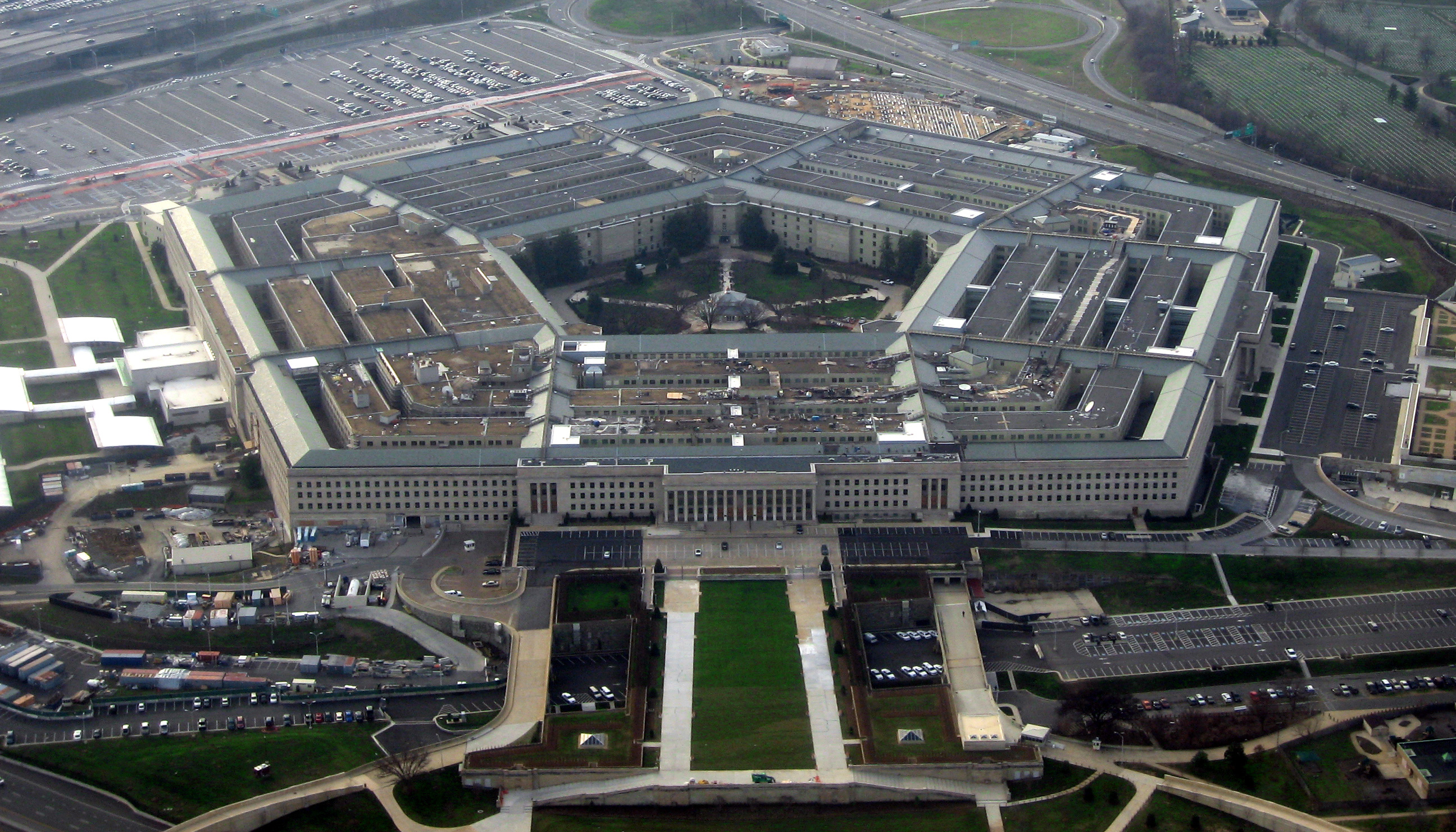
Здание Пентагона, январь 2008

Пентаго́новский язык, язык Пентаго́на (англ. Pentagonese) — специфический стиль языка (жаргон, диалект) используемый американскими политиками, правительственными чиновниками и, особенно, военными, для которого характерны расплывчатые выражения, недомолвки, уклончивые ответы, эвфемизмы, эллипсисы, технические термины, аббревиатуры. Получил название от Пентагона — штаб-квартиры Министерства обороны США. На его развитие значительное влияние оказал военный жаргон. Согласно советскому изданию «Америка через американизмы» (1982) «пентагонский жаргон» предназначен для того, чтобы «скрыть от посторонних истинный смысл высказываний и создать у непосвящённых людей впечатление государственной важности, когда речь идет о самых обыденных вещах». В российской «Энциклопедии читателя» отмечалось, что главным принципом такого языка является выразиться «так, чтобы ничего не было сказано по сути дела».  